# آرمان زنگنه
 آرمان زنگنه (زادۀ ۲۵ خرداد ۱۳۷۲) از بازیکنان حرفه‌ای بسکتبال و اهل ایران می‌باشد. او با قد ٢٠۶ در پست فوروارد قدرتی بازی می‌کند و سابقۀ حضور در باشگاه‌های توزین الکتریک کاشان، مهرام تهران، همیاری زنجان، پتروشیمی بندر امام، بسکتبال صنعت نفت آبادان و شیمیدر را دارا می‌باشد.  وی یکی از بهترین های آسیا است.